# Partido de la Justicia Social de Malasia
El Partido de la Justicia Social de Malasia (en malayo: Parti Keadilan Masyarakat Malasia) conocido como PEKEMAS, fue un partido político malasio de ideología izquierdista fundado en 1972 por Tan Chee Khoon y Syed Hussein Alatas como una escisión del Partido del Movimiento Popular Malasio (Gerakan), luego de que este se uniera al oficialista Barisan Nasional (Frente Nacional). Obtuvo solo un escaño en las elecciones federales de 1974, en un distrito de Kuala Lumpur.
Tras su aplastante derrota, el PEKEMAS comenzó a desangrarse y la mayoría de sus miembros desertaron al Partido de Acción Democrática. Tan Chee Khoon, su único diputado, se retiró de la política en 1978. En las elecciones de ese mismo año, el partido perdió su representación parlamentaria. Logró presentar un último candidato, Shaharuddin Dahlan, en las elecciones de 1982, que solo obtuvo 619 votos. Después de esto, el partido se disolvió.
Se considera que el Partido de la Justicia Popular (PKR) tiene varias similitudes con el PEKEMAS.

## Resultados electorales
|  | 4.99 % |

|  | 0.68 % |

|  | 0.01 % |